# 1967年バレーボール男子アフリカ選手権
1967年バレーボール男子アフリカ選手権（1967 Men's African Nations Championship）は、1967年にチュニジアのチュニスで開催された、アフリカバレーボール連盟主催の第1回バレーボールアフリカ選手権男子大会。
出場国は4カ国。チュニジアが初優勝を飾った。

## 最終結果
| 順位 | 国           |
| ---- | ------------ |
| 1    | チュニジア   |
| 2    | アルジェリア |
| 3    | ギニア       |
| 4    | リビア       |